# Symbole (logique)

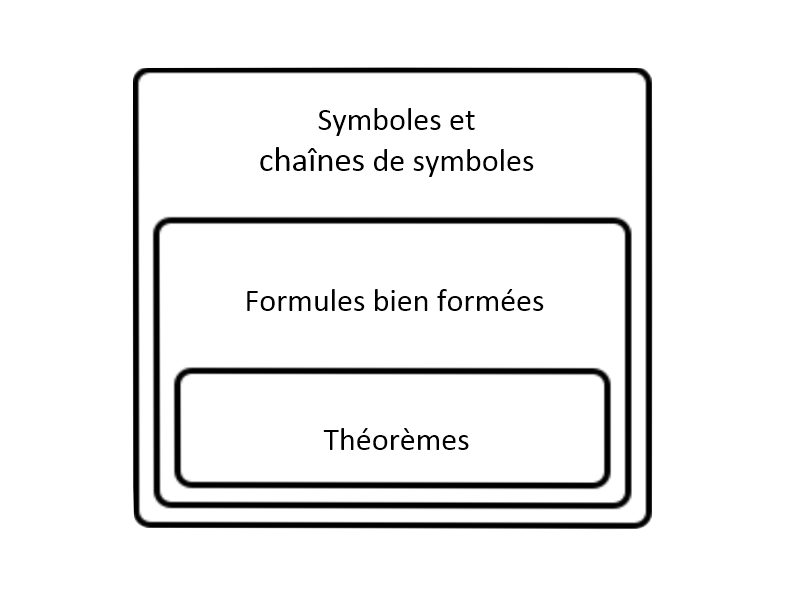
Ce diagramme montre les entités syntaxiques qui peuvent être construits à partir des langages formels. Les symboles et les chaînes de symboles peuvent être divisés en formules bien formées. Un langage formel peut être considéré comme identique à l'ensemble de ses formules bien formées. L'ensemble des formules bien formées peut être divisé en théorèmes et non-théorèmes.

Un symbole logique est un concept fondamental en logique. Bien que le terme «symbole» d'usage courant se réfère à l'idée de symbolisé, ou aux marques sur un morceau de papier qui sont utilisés pour exprimer une idée; dans les langages formels étudiés en mathématiques et en logique, le terme «symbole» renvoie à la création d'illustration d'idée.
Les symboles d'un langage formel ne doivent pas être des symboles de quoi que ce soit. Par exemple, il y a des constantes logiques qui ne se réfèrent pas à une idée, mais servent plutôt comme une forme de ponctuation dans le langage (par exemple, les parenthèses). Les symboles d'un langage formel doivent pouvoir être spécifiés sans aucune référence à une quelconque interprétation.
Un symbole ou une chaîne de symboles peut comprendre une formule bien formée si elle est conforme aux règles de formation du langage.
Dans un système formel, un symbole peut être utilisé comme un token dans des opérations formelles. L'ensemble des symboles formels d'un langage formel fait référence a un alphabet (donc chaque symbole peut être désigné comme une «lettre»)
Un symbole formel utilisé dans la logique du premier ordre peut être une variable (membre d'un univers du discours), une constante, une fonction ou un prédicat.
Les symboles formels sont généralement considérés comme des structures purement syntaxiques, en utilisant une grammaire formelle, bien que parfois ils peuvent être associés à une interprétation ou à un modèle (une sémantique formelle).